# Mistrzostwa Świata w Narciarstwie Alpejskim 1997
34. Mistrzostwa świata w narciarstwie alpejskim odbywały się od 3 do 15 lutego 1997 r. w Sestriere (Włochy). Były to czwarte mistrzostwa świata odbywające się we Włoszech (poprzednio kraj ten organizował MŚ w latach 1956, 1970 i 1985) oraz pierwsze w historii rozgrywane w Sestriere. W klasyfikacji medalowej najlepsza okazała się reprezentacja Norwegii, której reprezentanci zdobyli łącznie sześć medali, w tym trzy złote i trzy srebrne.

## Wyniki

### Mężczyźni
| Konkurencja             | Data      | Złoto                | Czas    | Srebro          | Czas    | Brąz               | Czas    |
| Supergigant szczegóły   | 3 lutego  | Atle Skårdal         | 1:29,68 | Lasse Kjus      | 1:29,89 | Günther Mader      | 1:30,01 |
| Kombinacja szczegóły    | 6 lutego  | Kjetil André Aamodt  | 3:10,40 | Bruno Kernen    | 3:10,68 | Mario Reiter       | 3:11,69 |
| Zjazd szczegóły         | 8 lutego  | Bruno Kernen         | 1:51,11 | Lasse Kjus      | 1:51,18 | Kristian Ghedina   | 1:51,46 |
| Slalom gigant szczegóły | 12 lutego | Michael von Grünigen | 2:48,23 | Lasse Kjus      | 2:49,35 | Andreas Schifferer | 2:49,68 |
| Slalom szczegóły        | 15 lutego | Tom Stiansen         | 1:51,70 | Sébastien Amiez | 1:51,75 | Alberto Tomba      | 1:52,14 |

### Kobiety
| Konkurencja             | Data      | Złoto              | Czas    | Srebro           | Czas    | Brąz            | Czas    |
| Slalom szczegóły        | 5 lutego  | Deborah Compagnoni | 1:43,88 | Lara Magoni      | 1:45,15 | Karin Roten     | 1:45,48 |
| Slalom gigant szczegóły | 9 lutego  | Deborah Compagnoni | 2:39,19 | Karin Roten      | 2:39,99 | Leïla Piccard   | 2:40,95 |
| Supergigant szczegóły   | 11 lutego | Isolde Kostner     | 1:23,50 | Katja Seizinger  | 1:23,58 | Hilde Gerg      | 1:23,64 |
| Zjazd szczegóły         | 15 lutego | Hilary Lindh       | 1:41,18 | Heidi Zurbriggen | 1:41,24 | Pernilla Wiberg | 1:41,44 |
| Kombinacja szczegóły    | 15 lutego | Renate Götschl     | 3:03,38 | Katja Seizinger  | 3:03,42 | Hilde Gerg      | 3:03,46 |

## Tabela medalowa
| Lp. | Państwo           | złoto | srebro | brąz | razem |
| --- | ----------------- | ----- | ------ | ---- | ----- |
| 1   | Norwegia          | 3     | 3      | –    | 6     |
| 2   | Włochy            | 3     | 1      | 2    | 6     |
| 3   | Szwajcaria        | 2     | 3      | 1    | 6     |
| 4   | Austria           | 1     | –      | 3    | 4     |
| 5   | Stany Zjednoczone | 1     | –      | –    | 1     |
| 6   | Niemcy            | –     | 2      | 2    | 4     |
| 7   | Francja           | –     | 1      | 1    | 2     |
| 8   | Szwecja           | –     | –      | 1    | 1     |